# Российский социал-демократический союз молодёжи
Росси́йский социа́л-демократи́ческий сою́з молоде́жи — ранее существовавшая всероссийская молодёжная организация социал-демократической направленности, учреждённое 10 декабря 2000 года и зарегистрированная 30 марта 2001 года. Утратила формальную регистрацию 21 декабря 2009 года по формальной причине. Объявила о приостановке своей деятельности 17 июля 2025 года.
РСДСМ являлась членом международных социалистических организаций: Молодые европейские социалисты (как наблюдатель) и Международный союз молодых социалистов.

## История

### Формирование
После упадка СДПР и постепенной её маргинализации, Михаил Горбачёв предпринял попытку создать объединённую и консолидированную социал-демократическую партию — РОСДП, и на I-м (учредительном) съезде партии, по инициативе Социал-демократического союза молодёжи Санкт-Петербурга (СДСМ СПб) и молодых делегатов РОСДП, была учреждена общественно-политическая организация РСДСМ. Председателем была избрана Наталья Платова, а её заместителем Дмитрий Пряничников. Вместе с председателем и его заместителем, также было избрано 26 членов правления.
Начиная с 2001 года, занимается международной деятельностью и пытается собрать, объединить молодёжные социал-демократические организации Европы, с целью обмена опыта.
По итогу объединения РОСДП и РПСД в СДПР, поглотила молодёжную организацию РПСД.
В период с 2000 по 2004, больше представляла организацию демократического социализма, чем социал-демократии, и активно сотрудничала с левыми силами, такими как КПРФ и РКРП.
По итогу кризиса 2004-2005 годов в СДПР, по итогу которого из партии выходит Горбачёв и Титов, а партия приходит в упадок и частично переходит под контроль кремля, СДПР отказывается от РСДСМ как своей молодёжной организации, ввиду её высокой самостоятельности, что приводит к крайне значительному кризису организации и её отхода от демсоциализма и сотрудничества с леворадикальными и левыми силами. Основная деятельность сосредотачивается вокруг Санкт-Перербурга, а региональное отделение, имея автономию как СДСМ СПб и собственное юридическое лицо, фактически откалывается, лишь номинально сохраняя связь с РСДСМ.
По итогу, кризис оканчивается II Съездом в 2006 году, на котором РСДСМ заявляет о своём отмежевании от СДПР, выстраив свою структуру заново. Так, были внесены значительные поправки в Устав — организация стала общественной (из названия убрано слово «политическая»). Избран новый председатель: Евгений Коновалов, и новый состав центрального Правления, в которое вошли 15 человек, а также новый состав Контрольно-ревизионной комиссии (3 человека, председатель — Анатолий Канюков), что уводит партию чуть вправо, в социал-демократический спектр.  РСДСМ начинает активное сотрудничество с Яблоком и становится одним из основателей социал-демократической фракции.

### Становление организации
В 2007 году, РСДСМ начинает активное сотрудничество с Яблоком и становится одним из основателей социал-демократической фракции. Организация начинает становиться довольно заметной молодёжной и политической силой, становясь соорганизаторами забастовок и кинофестиваля против расизма и ксенофобии «Открой глаза». Попутно с этим, РСДСМ выступает с ярым осуждением народно-демокрактического союза, покинув Форум прогрессивной молодёжи и отказавшись подписывать декларацию о сотрудничестве, осудив заигрывание с националистами и Другой Россией.
Также, РСДСМ активно участвовала и в научно-просветительской деятельности, приняв участие в ежегодном экспертно-политологическом форуме «Республика Форос» и организовав международную конференцию «Положение левых на постсоветском пространстве» совместно с ИГСО и Левой партией Швеции.
Выпустила совместную декларацию с союзом молодых социалистов и социалисток в СДПГ, осуждающую Вторжение в Грузию.
Была одним из организаторов маршей несогласных.
В 2009 году, провела в Санкт-Петербурге кампанию против ксенофобии «Ксенофобии.Net», в рамках которой прошёл кинофестиваль «Открой глаза!».
В том же году начала сталкиваться с первыми политическими репрессиями: Евгений Коновалов был уволен из Почты России, а 21 декабря юридическое лицо было ликвидировано.
III съезд РСДСМ состоялся 25 июля 2010 года в Санкт-Петербурге. На нём председателем был переизбран Евгений Коновалов. Также был избран новый состав Правления в составе 13 человек, Контрольно-ревизионная комиссия (3 человека) и Консультационный совет. К съезду направил приветственное письмо Михаил Горбачёв. Вице-президент Фонда Плеханова Михаил Кузнецов вручил РСДСМ медаль в честь 150-летия Г. В. Плеханова.
В 2011 году, преследования продолжились. Так, весной, началось активное давление на РСДСМ со стороны прокуратуры и центра «Э»в связи с подготовкой очередного кинофестиваля «Открой глаза!» в Санкт-Петербурге.
В августе 2011 года РСДСМ оказался единственной организацией, которая выступила в поддержку БСДП(Г), когда её съезд отказался признать Минюст РБ.
Была одной из организаторов серии митингов За честные выборы, но категорически осуждала участие правых радикалов в оных.
После прошедших митингов и протестов, а также перехода СР на сторону Администрации Президента, в 2012 году, столкнулась с регистрации организации-спойлера со стороны Справедливой России: Социал-демократический Союз Молодежи России.

### Кризисные времена
Начиная с 2012 года, РСДСМ начинает терять активность, а её деятельность сводится к минимуму.
23 апреля 2016 года в Санкт-Петербурге состоялся IV съезд РСДСМ, на котором было избрано новое правление РСДСМ, председателем избран Александр Беляев.
26 марта 2017 года члены РСДСМ приняли участие в акциях протеста против коррупции в высших эшелонах российской власти. Так в Костроме организатором акции, которая стала самой большой оппозиционной акцией в городе за последние несколько лет, выступил заместитель председателя РСДСМ Александр Субботин.
17 сентября 2022 года в смешанном очно-дистанционном формате прошёл новый съезд РСДСМ. Были приняты новые члены движения, избраны новое правление и новый председатель. Данный съезд отличался приходом участников нового поколения. Так, председателем движения был избран 22-летний политолог, блогер и поэт Иван Левченко из Санкт-Петербурга, известный также по своей деятельности в качестве члена Молодёжного парламента Санкт-Петербурга и активиста партии Яблоко.
с 5 по 13 февраля 2023 года в онлайн формате прошёл VI съезд РСДСМ. Главной темой обсуждения было принятие большого пласта поправок в Устав, ставших необходимыми в результате возрождения и трансформации организации в сентябре 2022 года. Одними из важнейших поправок были: изменение названий органов управления ("Съезд" был переименован в "Конгресс", а "Правление" в "Центральный Совет"), появление возможности создания внутренних идеологических Платформ, появление института внутреннего референдума в организации, а также изменение численности людей (ныне 3 человека), необходимых для создания регионального отделения. Иными решениями принятыми на Съезде являлись: назначение Гагика Григоряна и Матвея Иванова координаторами коалиции "Союз демократических социалистов" (СДС), а Романа Садовникова членом Контрольно-ревизионного комитета СДС; назначение Богдана Веденина членом ЦС РСДСМ в связи с выходом из рядов организации Дмитрия Кириллова; избрание новым членом Центральной ревизионной комиссии РСДСМ Егора Ситникова в связи с уходом из организации бывшего члена КРК (ныне ЦРК) Сергея Трошина из-за несоответствия установленному возрастному ограничению в 35 лет.
Участвовала в компании по защите Седы Сулеймановой.

### Реорганизация
В 2025 году прошёл VII и VIII съезд, в рамках которых была произведена новая структура РСДСМ, была принята новая программа и Устав. По итогу, институт Председателя и Правления, был заменён на Центральный Совет во главе Председателя ЦС. Реорганизация РСДСМ в рамках попытки её оживления привела к расколу и окончательному размежеванию и исключению демократических социалистов. По итогу внеочередного IX-го съезда, был избран новый состав ЦС, а большинство членов утвердило и одобрила исключения левых из организации.

## Организационная структура
РСДСМ состоит из региональных отделений, по одному на субъект Российской Федерации, а также из межрегиональных объединений. Высшим органом РСДСМ является съезд, а между съездами — Центральный Совет РСДСМ. Высшим органом отделения и/или объединения является Конференция, а между ними — региональный (межрегиональный) Совет.

### Съезд
Высшим органом власти организации является его Съезд, который уполномочен решать любые вопросы по деятельности организации, устанавливать позицию по любым внешним или внутренним вопросам. При этом, в его исключительную деятельность входит принятие и редактура Устава избрание Председателя и Центрального Совета..
Вне съездов партии руководят партией, в рамках своей компетенции, Председатель, Исполнительный секретарь, отделы, комиссии и Центральный Совет.

#### Список съездов
- I (учредительный) съезд, 10 декабря 2000 года — учреждение РСДСМ, выборы Председателя и Правления, утверждение Устава;
- II съезд, 1—3 декабря 2006 года — правки в Устав, отказ от сотрудничества с СДПР, выборы Председателя и Правления;
- III съезд, 25 июля 2010 года — перевыборы Председателя и Правления, заслушивание обращения Михаила Горбачева, выступление представителя Фонда Плеханова;
- IV съезд, 23 апреля 2016 года — перевыборы Председателя и Правления;
- V съезд, 17 сентября 2022 года — перевыборы Председателя и Правления;
- VI (заочный) съезд, 5—13 февраля 2023 года — реорганизация РСДСМ, правки в Устав, выборы Председателя и Центрального Совета;
- VII (заочный) съезд, 9 марта 2025 года — утверждение Новой программы и Устава РСДСМ, стратегия и безопасность РСДСМ в условиях давления, перевыборы Председателя и Центрального Совета;
- VIII (внеочередной) съезд, 30 марта 2025 года — продолжение VII-го съезда;
- IX (внеочередной) съезд, 27—28 апреля 2025 года — действия в ситуации раскола РСДСМ, исключение демократических социалистов, повторное утверждение Устава и перевыборы  Председателя и Центрального Совета.

### Председатель
По действующему уставу, Председателем организации является Председатель ЦС, избираемый съездом голосованием квалифицированного большинства, сроком на год. Председатель выполняет представительные функции, открывает и председательствует на съездах партии, а также руководит организацией вместе с ЦС в период между заседаниями съездов или совета.
| № | Портрет | Председатель                  | Срок        | Примечания           |
| --- | ------- | ----------------------------- | ----------- | -------------------- |
| 1 |         | Платова, Наталья Михайловна   | 2001 — 2006 | Основательница РСДСМ |
| 2 |         | Коновалов, Евгений Васильевич | 2006 — 2016 |                      |
| 3 |         | Беляев, Александр Юрьевич     | 2016 — 2022 |                      |
| 4 |         | Левченко, Иван Вадимович      | 2022 — 2023 |                      |
| С 2023 по 2025 года, должность Председателя отсутствовала. Коллективным руководителем являлся Центральный Совет РСДСМ. |         |                               |             |                      |
| 5 |         | Левченко, Иван Вадимович      | 2025        |                      |
| 6 |         | Раевский, Артур               | 2025        |                      |